# Сидельников Олександр Миколайович
Олександр Миколайович Сидельников (рос. Александр Николаевич Сидельников; нар. 12 серпня 1950, Солнечногорськ, Московська область, СРСР — пом. 23 червня 2003, Холмогори, Росія) — радянський хокеїст, воротар, Заслужений майстер спорту СРСР (1976).

## Біографія
Виступав у складі команди «Крила Рад» (1967—1984).
Закінчив Державний центральний інститут фізкультури, Вищу школу тренерів.
По закінченні хокейної кар'єри тренер дитячої секції ХК «Крила Рад» в Москві. Потім працював у ХК МДУ, де спочатку був тренером, а згодом начальником команди.
Помер 23 червня 2003 від гострої серцевої недостатності в селі Холмогори Архангельської області. Похований на Троєкуровському цвинтарі в Москві.
За версією інтернет-видання «Sports.ru» входить до символічної збірної клубу «Крила Рад» радянської доби: Сидельников, Шаталов — Кучевський, Лебедєв — Гуришев — Бодунов.

## Досягнення
- Чемпіон зимових Олімпійських ігор 1976 року.
- Чемпіон світу та Європи 1973, 1974 років. Срібний призер Чемпіонату світу 1976 року. Провів 13 матчів за збірну.
- Володар Кубка європейських чемпіонів 1977 року.
- Чемпіон СРСР 1974 року, другий (1975 року) і третій (1973, 1978 років) призер чемпіонатів СРСР. У чемпіонатах СРСР провів 426 матчів.
- Володар Кубка СРСР 1974 року.